# Otto Laubinger
Otto Laubinger (* 11. März 1892 in Eichenrod; † 27. Oktober 1935 in Bad Nauheim) war Schauspieler am Berliner Staatstheater und Funktionär in der Zeit des Nationalsozialismus. 1922 spielte er in dem Film Der böse Geist, 1930 in Das gestohlene Gesicht an der Seite von Hans Otto.

## Leben

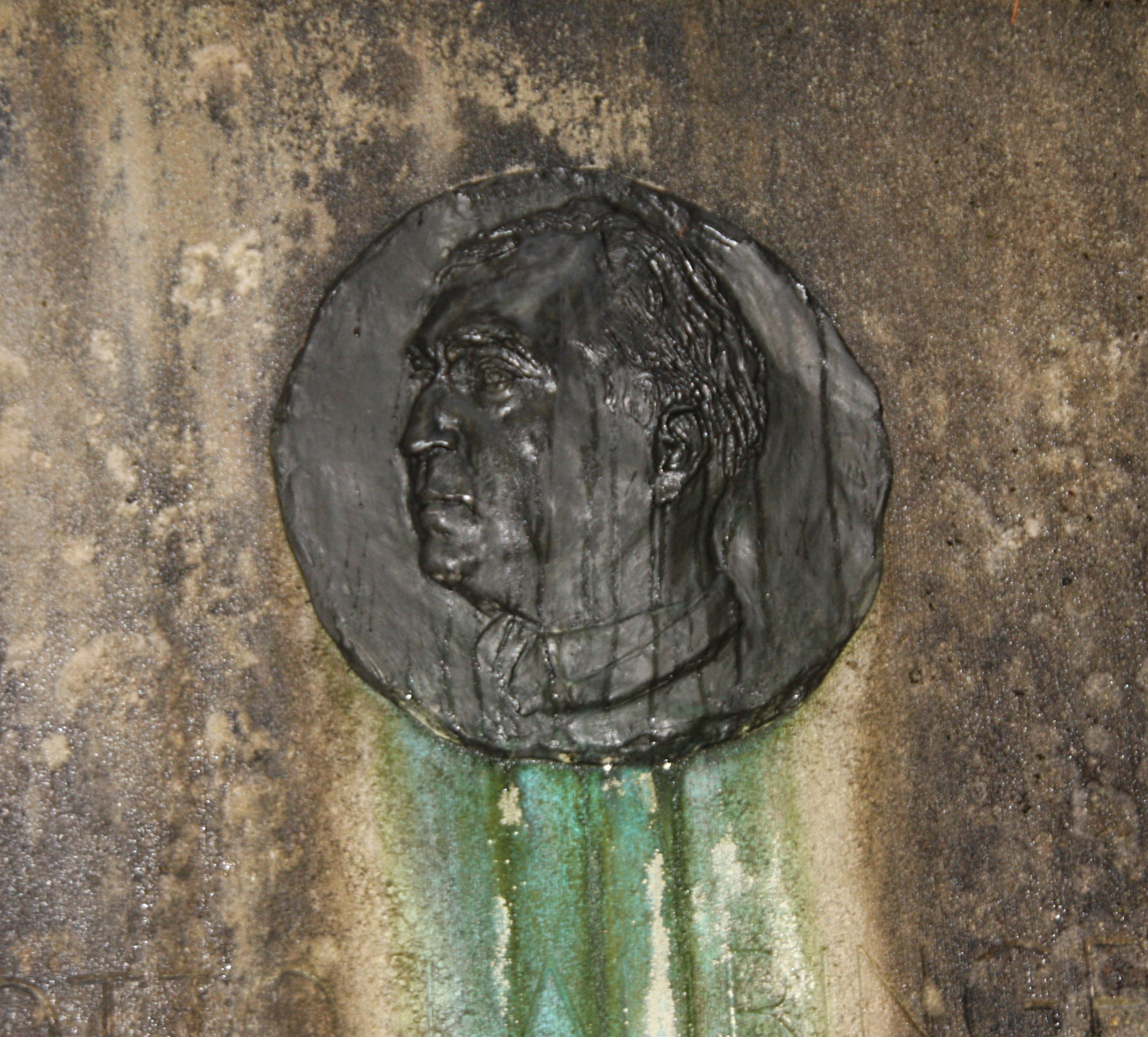
Porträtmedaillon auf dem Grabstein Otto Laubingers

Zum 1. Januar 1932 trat Laubinger der NSDAP bei (Mitgliedsnummer 855.170) und wurde Leiter der Fachgruppe Theater und Film im völkisch gesinnten, antisemitischen Kampfbund für deutsche Kultur.
Nach der „Machtergreifung“ der Nationalsozialisten wurde er Ministerialrat und Leiter der Abteilung Theater im Reichspropagandaministerium.
Am 1. April 1933 übernahm er die Präsidentschaft der Genossenschaft Deutscher Bühnenangehöriger (GDBA), nachdem seine Vorgänger Carl Wallauer und Erich Otto aus dem Amt gedrängt worden waren. Als Präsident der GDBA übernahm er die Schriftleitung des amtlichen Organs der Genossenschaft Der neue Weg. Am 5. April 1933 erklärte er gemeinsam mit den anderen Mitgliedern des gleichgeschalteten Verwaltungsrates „hinter den Führern der nationalen Regierung zu stehen“ und sich „bewusst und überzeugt in die nationale Bewegung einzugliedern“.
Von 1933 bis zu seinem Tod 1935 war er auch Präsident der Reichstheaterkammer, einer Unterabteilung der Reichskulturkammer, die als berufsständische Organisation den Zugang zu allen künstlerischen Berufen regelte.
Er wurde auf dem Südwestkirchhof Stahnsdorf begraben.
Am 25. August 1939 benannte die Köpenicker Bezirksverwaltung die Goethestraße im Südbereich der Villenkolonie Wendenschloß in Laubingerstraße um und den Goetheplatz in Laubingerplatz. Diese Benennungen wurden erst 1960 mit der Vergabe der Namen Müggelbergallee und Müggelbergplatz aufgehoben.